# Eleição municipal de Caruaru em 2012
A eleição municipal da cidade brasileira de Caruaru em 2012 ocorreu em 7 de outubro para eleger um prefeito, um vice-prefeito e 23 vereadores para a administração municipal. 
O prefeito Zé Queiroz, do PDT, foi reeleito ainda no primeiro turno, com 95.668 votos (57,73% dos votos válidos), contra 66.700 de Miriam Lacerda (DEM). Fábio José, candidato do PSOL, teve apenas 3.342 votos. Houve ainda 4.373 votos em branco e 6.631 nulos, além de 9.232 abstenções.
Na eleição para vereador, o candidato mais votado foi Dr. Demóstenes (PSD), que recebeu 5.979 votos do eleitorado municipal.

## Candidatos a prefeito
|  | Nº | Candidato(a) a prefeito | Candidato(a) a prefeito                                           | Candidato(a) a vice-prefeito | Candidato(a) a vice-prefeito                                     | Coligação |
|  | -- | ----------------------- | ----------------------------------------------------------------- | ---------------------------- | ---------------------------------------------------------------- | --- |
|  | 12 |                         | Zé Queiroz (PDT) José Queiroz de Lima                             |                              | Jorge Gomes (PSB) Jorge José Gomes                               | "Caruaru com a Força do Brasil" - Partido Democrático Trabalhista (PDT) - Partido Socialista Brasileiro (PSB) - Partido Republicano Brasileiro (PRB) - Partido dos Trabalhadores (PT) - Partido Trabalhista Brasileiro (PTB) - Partido Progressista (PP) - Partido Social Cristão (PSC) - Partido da República (PR) - Partido Trabalhista Nacional (PTN) - Partido Social Democrata Cristão (PSDC) - Partido Renovador Trabalhista Brasileiro (PRTB) - Partido Humanista da Solidariedade (PHS) - Partido Trabalhista Cristão (PTC) - Partido Comunista do Brasil (PCdoB) - Partido Social Democrático (PSD) - Partido Trabalhista do Brasil (PTdoB) - Partido Republicano Progressista (PRP) |
|  | 25 |                         | Miriam Lacerda (DEM) Miriam de Miranda Lacerda Rodrigues da Silva |                              | Diogo Cantarelli (PSDB) Diogo César de Miranda Barros Cantarelli | "Caruaru em Boas Mãos" - Democratas (DEM) - Partido da Social Democracia Brasileira (PSDB) - Partido Social Liberal (PSL) - Partido da Mobilização Nacional (PMN) - Partido Verde (PV) - Partido do Movimento Democrático Brasileiro (PMDB) - Partido Popular SOcialista (PPS) |
|  | 50 |                         | Fábio José (PSOL) Fábio José Silva                                |                              | Severino Melo (PSOL) Severino do Ramo Fernandes de Melo          | "Caruaru Pode Mais por um Socialismo de Verdade" - Partido Socialismo e Liberdade (PSOL) - Partido Pátria Livre (PPL) |

## Coligações proporcionais
| Coligação                                      | Partidos                   |
| ---------------------------------------------- | -------------------------- |
| Frente Popular de Caruaru                      | PDT, PCdoB, PSD, PTB e PSB |
| Caruaru Mais Forte                             | PT, PSDC, PRTB, PP e PRB   |
| Coligação Popular de Caruaru                   | PTN e PSC                  |
| Unidade Popular de Caruaru                     | PRP, PTC, PTdoB e PHS      |
| Caruaru em Boas Mãos 2                         | DEM, PMDB e PSDB           |
| Caruaru em Boas Mãos 3                         | PPS, PV e PSL              |
| Caruaru Pode Mais por um Socialismo de Verdade | PSOL e PPL                 |
| Sem coligação                                  | PMN e PSDC                 |

## Resultados
| Candidato(a)         | Vice                    | 1º Turno 7 de outubro de 2012 | 1º Turno 7 de outubro de 2012 |
| Candidato(a)         | Vice                    | Votação                       | Votação                       |
| Total                | Porcentagem             | Total                         | Porcentagem                   |
| -------------------- | ----------------------- | ----------------------------- | ----------------------------- |
| Zé Queiroz (PDT)     | Jorge Gomes (PSB)       | 95.668                        | 57,73%                        |
| Miriam Lacerda (DEM) | Diogo Cantarelli (PSDB) | 66.700                        | 40,25%                        |
| Fábio José (PSOL)    | Severino Melo (PSOL)    | 3.342                         | 2,02%                         |
| Votos em branco      | Votos em branco         | 4.373                         | 2,47%                         |
| Votos nulos          | Votos nulos             | 6.631                         | 3,75%                         |
| Total                | Total                   | 176.714                       |                               |
| Abstenções           | Abstenções              | 9.232                         | 4,96%                         |
| Votos apurados       | Votos apurados          | 176.714                       | 100%                          |
| Votos válidos        | Votos válidos           | 165.710                       | 93,77%                        |
| Total de eleitores   | Total de eleitores      | 185.946                       |                               |

| Partido | Partido | Candidato      | Votos   | Votos (%) |
| ------- | ------- | -------------- | ------- | --------- |
|         | PDT     | Zé Queiroz     | 95 668  | 57,73%    |
|         | DEM     | Miriam Lacerda | 66 700  | 40,25%    |
|         | PSOL    | Fábio José     | 3 342   | 2,02%     |
| Totais  | Totais  | Totais         | 165 710 |           |

## Vereadores eleitos
| Candidato eleito      | Partido | Votação | Porcentagem | Cidade onde nasceu | Unidade federativa |
| Dr. Demóstenes        | PSD     | 4.631   | 2,14%       | Caruaru            | Pernambuco         |
| Marcelo Gomes         | PSB     | 4.320   | 2,65%       | Recife             | Pernambuco         |
| Cecílio               | PTB     | 4.238   | 2,60%       | Toritama           | Pernambuco         |
| Ranilson Enfermeiro   | PTB     | 4.195   | 2,57%       | Recife             | Pernambuco         |
| Lula Torres           | PR      | 4.149   | 2,54%       | Caruaru            | Pernambuco         |
| Leonardo Chaves       | PSD     | 3.606   | 2,21%       | Caruaru            | Pernambuco         |
| Zé Ailton             | PDT     | 3.601   | 2,21%       | Caruaru            | Pernambuco         |
| Edmilson do Salgado   | PCdoB   | 3.528   | 2,16%       | Caruaru            | Pernambuco         |
| Gilberto do Dora      | PSB     | 3.511   | 2,15%       | Caruaru            | Pernambuco         |
| Ricardo Liberato      | PSC     | 3.351   | 2,05%       | Caruaru            | Pernambuco         |
| Val                   | DEM     | 3.026   | 1,85%       | Caruaru            | Pernambuco         |
| Eduardo Cantarelli    | PSDB    | 2.829   | 1,73%       | Caruaru            | Pernambuco         |
| Louro do Juá          | DEM     | 2.497   | 1,53%       | Caruaru            | Pernambuco         |
| Evandro Silva         | PMDB    | 2.436   | 1,49%       | Caruaru            | Pernambuco         |
| Neto                  | PMN     | 2.226   | 1,36%       | Caruaru            | Pernambuco         |
| Romildo Oscar         | PTN     | 2.150   | 1,32%       | Caruaru            | Pernambuco         |
| Heleno do Inocoop     | PRTB    | 1.772   | 1,09%       | Caruaru            | Pernambuco         |
| Jadiel                | PRTB    | 1.520   | 0,93%       | Caruaru            | Pernambuco         |
| Sivaldo Oliveira      | PP      | 1.480   | 0,91%       | Caruaru            | Pernambuco         |
| Rozael do Divinópolis | PMN     | 1.456   | 0,89%       | Caruaru            | Pernambuco         |
| Val da Rendeiras      | PRTB    | 1.454   | 0,89%       | Caruaru            | Pernambuco         |
| Jajá                  | PPS     | 1.363   | 0,84%       | Caruaru            | Pernambuco         |
| Edjailson             | PTdoB   | 1.335   | 0,82%       | Caruaru            | Pernambuco         |